# Borod (Romênia)
Borod é uma comuna romena localizada no distrito de Bihor, na região histórica da Crișana (parte da Transilvânia). A comuna possui uma área de 105.62 km² e sua população era de 4048 habitantes segundo o censo de 2007.